# Virkeligheden er altings prøve
|  | Denne artikel er oprettet af botten PalnaBot ud fra en ekstern database. Den kan derfor have sproglige fejl eller mangler. Denne skabelon kan fjernes efter kontrol af indholdet. |

Virkeligheden er altings prøve er en portrætfilm instrueret af Mikael Olsen efter eget manuskript.

## Handling
Vores liv er også en fortælling. En historie, som vi skaber og genskaber, hver gang vi henter erindringer, informationer og beskrivelser frem i samtaler og møder med andre. Jens Okking har gennem et langt liv insisteret på at forfatte sit eget liv i en til tider hård kamp med den virkelighed, som er altings prøve. En insisteren på at tilværelsen er mangfoldig, at eventyret ligger i hverdagen, og at man er forpligtet til et samfundsmæssigt engagement. Hans liv har været præget af arbejdet som skuespiller og senest af en politisk orienteret tilværelse som europa-parlamentariker. I ansigtet, blikket og sprogets nærvær kan man mærke en fortælling, som både er bevidst og selvforglemt, og et menneske der er til i nuet.